# Неутрална частица
Неутралните частици във физиката на елементарните частици  са  частици, които нямат електрически заряд, като например неутрон, фотон и неутрино.
Съществува понятие за стабилни и продължително съществуващи неутрални частици, като:
- [Неутрон]
- Някои от Барионите, като например Ξ0
- и Λ0
- Неутралните мезони, като например π0
- K0
- Неутрино

Други неутрални частици, те са с много кратковременна продължителност на съществуване, разпадат се или придобиват електричен заряд. Съществуването им може да бъде установено са косвено. Известни са:
```
   Z 
Бозони

   Тежки неутрални 
адрони
 (вж. 
Мезон
 и 
Барион
).
```